# Anthene otacilia
Anthene otacilia là một loài bướm thuộc họ Lycaenidae, có ở châu Phi.
Sải cánh khoảng 22–23 mm đối với con đực và 23–24 mm đối với con cái.
Loài bướm này bay từ tháng 9 tới tháng 5 đỉnh điểm vào tháng 11 and tháng 3.
Ấu trùng ăn các loài Acacia spp.

## Hình ảnh

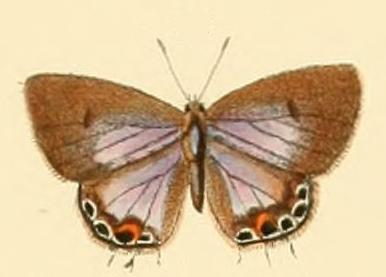
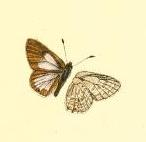
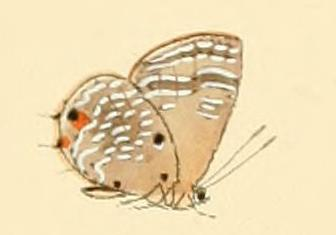
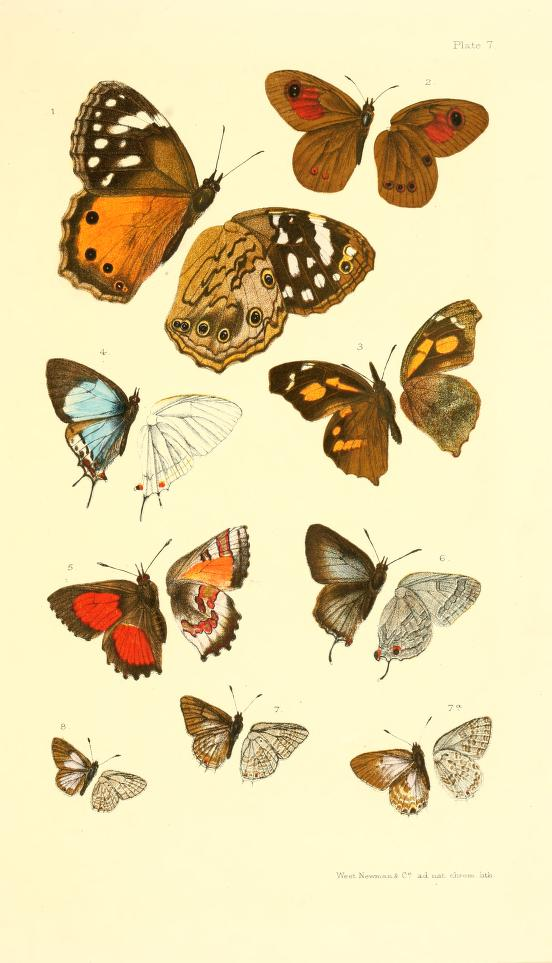